# Gustave Mohler
Pour les articles homonymes, voir Mohler.

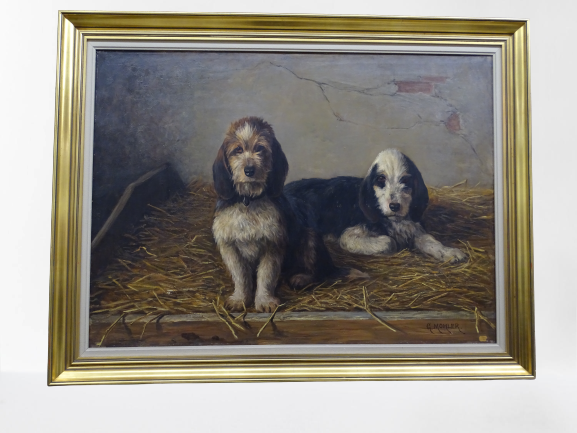
Portrait de deux chiens bassets, huile sur toile, fin du XIXe siècle.

Gustave Jean Louis Mohler né le 8 mai 1836 à Paris et mort le 30 août 1920 à Nevers (Nièvre) est un sculpteur, céramiste et peintre français,.

## Biographie
Gustave Mohler étudie à l'École des beaux-arts de Paris dans les ateliers de Léon Cogniet et d'Antoine-Louis Barye[réf. nécessaire].
Il s'installe à Nevers en 1863 et y mènera toute sa carrière d'artiste éclectique, mais il est essentiellement un peintre animalier et un portraitiste. En 1870, Gustave Mohler épouse Marie Hélène Robelin, petite fille d'un collectionneur et érudit local, Jacques Gallois, qui fait don à la Ville de Nevers de sa collection en 1847. Il est le père de Paul Mohler (1871-1951), juriste, et de Louis Mohler (1875-1934), architecte et peintre.
En 1863, Gustave Mohler expose un Portrait de Madame V. au Salon des refusés. En 1880, il est professeur en tant que peintre en animaux à l’école municipale des arts de Nevers, au côté d'Édouard Pail et de François Moreau de Charny.
À la fin de sa carrière, il s'essaie à la technique des émaux peints et de la faïence. Ses modèles restent son entourage proche, amis ou parents.
Un fonds de ses œuvres est conservé à Nevers au musée de la Faïence et des Beaux-Arts.